# Камполунго (Ферара)
Камполунго (итал. Campolungo) је насеље у Италији у округу Ферара, региону Емилија-Ромања.
Према процени из 2011. у насељу је живело 62 становника. Насеље се налази на надморској висини од -1 м.